# Flykten till Marstrand
Flykten till Marstrand är en intervjubok av Anna Grinzweig Jacobsson om hur omkring tvåhundra polsk-judiska flyktingar, fördrivna från sitt hemland Polen, i november 1969 placerades i Marstrand på västkusten i Sverige.

## Bakgrund
Under 1968 förekom politisk oro i Europa som tog sig olika uttryck, till exempel Pragvåren i Tjeckoslovakien och Majrevolten i Frankrike. I Polen förekom liknande händelser ofta kallade Marshändelserna 1968, där studenter protesterade mot det polska förenade arbetarpartiet (PZPR). Protesterna slogs brutalt ner genom att sätta in säkerhetsstyrkor, men resulterade också i en av partiet orkestrerad anti-sionistisk kampanj som initierades 1967 efter Israels seger i sexdagarskriget, som sammankopplade protester med den judiska minoriteten (cirka 25 000–30 000 personer) i landet. Den 19 mars 1968 höll den förste partisekreteraren Władysław Gomułka ett tv-sänt tal där han beskyllde judarna för oroligheterna och uppmanade dem att lämna Polen.
Kampanjen resulterade i att minst 13 000 polacker av judiskt ursprung under åren 1968–1972 emigrerade till följd av att de blivit avskedade från sina arbeten samt utsatta för andra former av trakasserier. Många emigrerade till Israel, Kanada och USA, medan totalt ungefär 3 000 polska judar kom till Sverige. Att så förhållandevis många kom till Sverige berodde bland annat på intensiva insatser av den svenske ambassadören i Warszawa Erik Kronvall för att Sverige skulle ge visum till de judar som sökte visum från Polen.

### Författaren
Bokens författare Anna Grinzweig Jacobsson föddes 1963 i Wroclaw, Polen. Hon är (2020) teknologie doktor i fysik, skribent samt leder Judiska salongen i Göteborg. År 1969 var hon 6 år gammal och en av de omkring tvåhundra polsk-judiska flyktingar fördrivna från sitt hemland som fick asyl i Sverige och placerades i Marstrand. Hon var då för liten för att kunna minnas, men har sedan, femtio år senare, närmat sig sin historia genom att söka upp andra och låta dem berätta.

### Boken
Boken försöker svara på frågorna "Vad var det egentligen som hände i Polen?", "Hur kändes det att hamna på just Marstrand, den första platsen i Sverige där judar blev tillåtna att bosätta sig på 1700-talet?" och "Hur blev livet i det nya landet?".
Många av de som kom var storstadsmänniskor som tyckte det var ovant att bli placerad på en ö i en så liten ort som Marstrand. De flesta upplevde sig dock varmt emottagna och lärde sig snabbt språket. När sommaren kom 1970 flyttade de flesta till någon av de svenska storstäderna. Processen beskrivs som en lyckad integration i svensk invandrarhistoria, som underlättades av att många av de som kom var högutbildade. Eftersom de fick asyl i Sverige så visste de att de skulle få stanna vilket ökade motivationen för språkinlärning och integration.
Boken beskriver även hur Marstrand på 1700-talet genom det så kallade judereglementet från 1782 blev den första platsen i Sverige där judar blev tillåtna att bosätta sig. 

### Utställning
Grinzveigs-Jacobssons arbete med boken har även resulterat i en utställning med texter, foton, föremål och röstinspelningar. Utställningen är producerad av Judiska Salongen i Göteborg och premiärvisades på Strandverket på Marstrand sommaren 2021. Den har sedan visats på flera andra ställen, bland annat Härlanda kulturhus i Göteborg, Mimers konsthall i Kungälv och Bohusläns Museum i Uddevalla.

## Utgåvor
- 2020 – Anna Grinzweig Jacobssson. Flykten till Marstrand (2 uppl. 2023). [Göteborg]: Bokförlaget Korpen. Libris m0wg8qwwk6r1jkv3. ISBN 9789188383792
  - 2022 –  (på polska) Ucieczka na Marstrand. Översättning: Kalinowski Mariusz. Warszawa: Ośrodek Karta. 2022. Libris l3qrzv0tjnwj6pl9. ISBN 9788366707689